# Trichomycterus caudofasciatus
Trichomycterus caudofasciatus es una especie de peces de la familia Trichomycteridae en el orden de los Siluriformes.

## Morfología
• Los machos pueden llegar alcanzar los 5,3 cm de longitud  total.

## Distribución geográfica
Se encuentra en el sureste del Brasil. 